# Songs From The Heart
 Songs From The Heart  , es un álbum de compilación del músico griego  Yanni, lanzado bajo el sello BMG en 1999.

## Temas
| #   | Tema                      | Duración |
| --- | ------------------------- | -------- |
| 1.  | " Aria”                   |          |
| 2.  | " In the Morning Light”   |          |
| 3.  | “One Man's Dream “        |          |
| 4.  | “Once Upon A Time "       |          |
| 5.  | “Enchantment “            |          |
| 6.  | " Face In The Photograph” |          |
| 7.  | “Forbidden Dream “        |          |
| 8.  | " The Mermaid "           |          |
| 9.  | " Secret Vows”            |          |
| 10. | “Paths on Water “         |          |
| 11. | “A Word in Private “      |          |
| 12. | " First Touch "           |          |
| 13. | " Sand Dance”             |          |
| 14. | " Santorini”              |          |
| 15. | " Forgotten Yesterdays”   |          |
| 16. | " Within Attraction”      |          |
| 17. | " Song for Antarctica”    |          |
| 18. | “Keys To Imagination"     |          |
| 19. | “Standing in Motion"      |          |
| 20. | "After the Sunrise"       |          |
| 21. | " Acroyali”               |          |
| 22. | “Reflections of Passion"  |          |
| 23. | “Looking Glass”           |          |
| 24. | " Nostalgia”              |          |
| 25. | “Chasing Shadows"         |          |

## Personal
Todos los temas musicales presentes en este disco fueron compuestos por Yanni